# René ten Bos

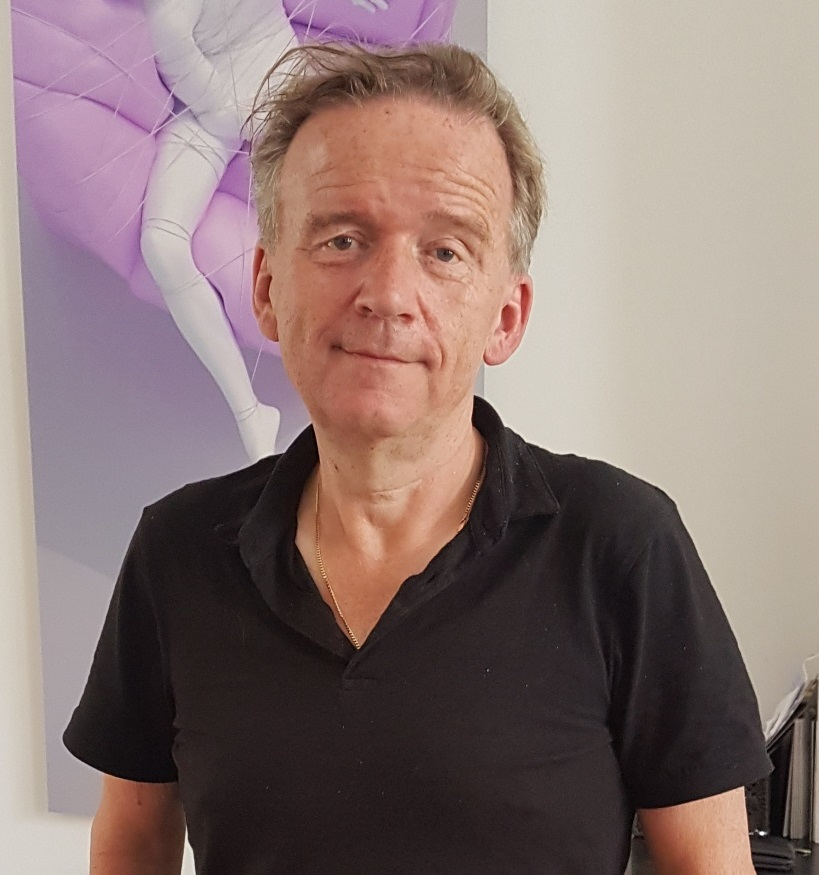
René ten Bosch (2017)

René ten Bos (* 9. September 1959 in Hengelo) ist ein niederländischer Philosoph und Kolumnist. Er lehrte Philosophie an der Fakultät der Managementwissenschaften an der Radboud-Universität, inzwischen an der Fakultät für Philosophie und Theologie. Seine Denkart ist für Provokation bekannt.

## Biografie
Sein Vater war Textilarbeiter und seine Mutter Verkäuferin. 1982 bis 1987 studierte er in Nijmegen Philosophie. Danach arbeitete er in der Beratungsbranche und für Business Schools. 1999 promovierte er an der Katholischen Universität Tilburg. 2001 wurde er als Philosophiehochschullehrer nach Nijmegen berufen, worauf er viel in akademischen Zeitschriften publizierte und diese mit herausgab. 2017 bis  2019 war er „Denker des Vaderlands“. Zurzeit ist Ten Bos langjähriger Kolumnist von Het Financieele Dagblad und ein bekannter public speaker. Im April 2021 wurde zum Offizier im Orden von Oranien-Nassau berufen. 2015 erhielt er den Socratesbeker.

## Werk
Anfangs reflektierte er philosophisch die Anforderungen der Organisations- und Managementkunde. Später befasste sich mit politischen und ökologischen Fragen, wobei er gegen Vereinfachungen war und Interesse für Paradoxa hatte, er möchte Gegenmeinungen aussprechen – alles wat complexiteit reduceert is verdacht.
„Philosophie muss Worte geben, wenn es keine Worte mehr gibt.“ Er möchte über die akademische Gruppe hinaus auch die breite Öffentlichkeit erreichen. Er sieht sich in der skeptischen Tradition.

## Werke
- Philosophy and Organization, 2006, ISBN 978-0-415-37117-9
- mit Mollie Painter-Morland: Business Ethics and Continental Philosophy, Cambridge University Press, 2011, ISBN 978-0-521-19904-9
- Bureaucratie is een inktvis, 2015, ISBN 978-90-8953-631-0
- De coronastorm: hoe een virus ons verstand wegvaagde, 2020, ISBN 978-90-244-3517-3

## Einzelbelege
1. ↑  René ten Bos nieuwe Denker des vaderlands Peter Henk Steenhuis, Trouw.nl, 3. März 2017.
2. ↑  René ten Bos: 'Filosofie moet woorden geven als er geen woorden meer zijn' Wilma de Rek, Volkskrant 3. März 2017.

| Personendaten    | Personendaten              |
| ---------------- | -------------------------- |
| NAME             | Bos, René ten              |
| KURZBESCHREIBUNG | niederländischer Philosoph |
| GEBURTSDATUM     | 9. September 1959          |
| GEBURTSORT       | Hengelo                    |